# Renzo Carballo
Renzo Domingo Carballo Romero (ur. 6 maja 1996) – paragwajski piłkarz występujący na pozycji napastnika, od 2023 roku zawodnik nikaraguańskiego Diriangén.